# Batalion Świętego Patryka
Batalion św. Patryka (hiszp. El Batallón de San Patricio, ang. Saint Patrick's Battalion) – oddział armii meksykańskiej walczący przeciwko armii USA podczas wojny amerykańsko-meksykańskiej w latach 1846–1848. Większość żołnierzy była amerykańskimi dezerterami, głównie pochodzenia irlandzkiego, stąd często jednostkę nazywano batalionem irlandzkim.

## Geneza Batalionu świętego Patryka
W latach czterdziestych XIX wieku w Stanach Zjednoczonych nasiliły się nastroje nienawiści wobec katolików. Powszechnej dyskryminacji towarzyszyły „antypapistowskie” pogromy i tumulty. Dochodziło do gwałtownych wystąpień, jak w Filadelfii, gdzie w maju 1845 tłum protestantów ruszył na katolicką dzielnicę, zamieszkaną głównie przez irlandzkich imigrantów; w ciągu jednej nocy spalono wtedy trzy kościoły, dwa klasztory oraz dwieście domów. Terenem prześladowań religijnych stały się również amerykańskie siły zbrojne. W wielu oddziałach protestanccy oficerowie z upodobaniem szykanowali i dręczyli żołnierzy-katolików.
Podczas wojny amerykańsko-meksykańskiej w latach 1846–1848 zdarzało się niszczenie przez wojska amerykańskie katolickich świątyń i obiektów kultu; dopuszczano się też okrucieństw wobec ludności cywilnej. Wśród katolików, walczących w armii amerykańskiej, poddawanych dotąd brutalnym represjom, naturalne były sympatie dla ofiar agresji i potępienie aktów barbarzyństwa. Wielu z nich postanowiło przejść na stronę wojsk Meksyku.
Niedługo potem, głównie z katolickich dezerterów z armii amerykańskiej, sformowano batalion. Tworzyły go dwie kompanie piechoty. Dysponował też własną artylerią. Oddział przyjął nazwę: El Batallón de San Patricio – Batalion świętego Patryka. Dowodził nim John Riley – amerykański oficer, z pochodzenia Irlandczyk.

## Udział w wojnie amerykańsko-meksykańskiej
Batalion św. Patryka wyruszył na front w sile 260 żołnierzy. Uczestniczył we wszystkich większych bitwach wojny meksykańsko-amerykańskiej. Ocenia się, że przez jego szeregi przewinęło się ogółem ponad 500 ochotników. Najliczniejszą grupę stanowili Irlandczycy oraz Amerykanie irlandzkiego pochodzenia, stąd często oddział nazywano batalionem irlandzkim. Wśród 98 żołnierzy wymienianych w źródłach, wraz z ich miejscem urodzenia, było 38 Irlandczyków, 22 Amerykanów, 7 Szkotów, 6 Anglików; 14 ochotników pochodziło z różnych państw niemieckich, 6 z Meksyku, po 1 z Hiszpańskiej Florydy, Kanady, Francji i Włoch. Był i Polak, figurujący w dokumentach pod nazwiskiem Vinet. Batalion był zatem oddziałem wielonarodowym. Wszyscy byli katolikami.

### Bitwa pod Churubusco
20 sierpnia 1847, w bitwie pod Churubusco, meksykańska armia próbowała powstrzymać Amerykanów. Głównym ośrodkiem oporu stał się zespół klasztorny San Mateo. Klasztor otoczony był wysokim murem. Jego narożników strzegły dodatkowo bastiony ziemne. W ścianach wykuto otwory strzelnicze, a stanowiska wzmocniono workami z piaskiem. Załogę stanowiło 1500 żołnierzy, w tym dwustu czterech ochotników z Batalionu św. Patryka.
Meksykańskie wojsko dość szybko zmuszono do odwrotu, ale klasztor San Mateo bronił się nadal, wiążąc znaczne siły nieprzyjaciela. Frontalne ataki Amerykanów załamywały się w ogniu meksykańskich strzelców wyborowych oraz dział, obsługiwanych przez San Patricios.
Klasztor zaatakowano ze wszystkich stron. Dwie dywizje amerykańskiej piechoty szturmowały bez chwili wytchnienia. Po przeszło trzech godzinach walki artyleria rozbiła klasztorny mur; przez wyłom wdarły się tłumy napastników. Walka przeniosła się na dziedziniec. Oficerowie meksykańscy kilkakrotnie wywieszali już białą flagę, za każdym razem zrywaną przez zdeterminowanych San Patricios.
Meksykanie złożyli wreszcie broń. Batalion św. Patryka uderzył na nieprzyjaciela, próbując przebić się przez wrogie pozycje. Udało się to jedynie części żołnierzy. W klasztorze San Mateo poległo blisko 50 San Patricios, 85 dostało się do niewoli.
Jeńców poddano brutalnemu śledztwu. Ci, którzy służyli wcześniej w amerykańskich siłach zbrojnych, stanęli przed sądem jako dezerterzy. Zapadło 50 wyroków śmierci.
W następnych dniach Amerykanie powiesili dwudziestu San Patricios. Pozostałych zachowano do czasu kolejnego zwycięstwa, po którym miano wykonać egzekucje.

### Bitwa pod Chapultepec

Egzekucja San Patricios na obrazie Samuela Chamberlaina

13 września 1847 dobiegał końca szturm meksykańskiej twierdzy Chapultepec, będącej ostatnim bastionem oporu Meksykanów na drodze do stolicy – Meksyku.
Obrońcy, pod dowództwem Nicolása Bravo, ulegli, szturmującej bramy fortecy, armii amerykańskiej dowodzonej przez generała Winfielda Scotta. Ostatni żywi obrońcy – sześciu kadetów – owinięci sztandarem narodowym, rzucili się w przepaść ze szczytu zamkowej wieży.
Tuż przed rozpoczęciem szturmu, na sąsiednim wzgórzu, Amerykanie wznieśli długi rząd szubienic, pod którymi zgromadzili trzydziestu skazanych San Patricios. Oglądali oni szturm z pętlami na szyjach, stojąc na zaprzężonych w muły wózkach. Po zwycięstwie Amerykanów dokonano ich egzekucji.